# Kardynałowie z nominacji Piusa VI
Papież Pius VI (1775–1799) mianował 73 kardynałów na 23 konsystorzach:

## 24 kwietnia 1775
Kościoły tytularne zostały nadane 29 maja 1775
1. Leonardo Antonelli, asesor Świętego Oficjum – kardynał prezbiter S. Sabina, następnie kardynał biskup Palestriny (21 lutego 1794), kardynał biskup Porto e S. Rufina (2 kwietnia 1800), kardynał biskup Ostia e Velletri (3 sierpnia 1807), zm. 23 stycznia 1811
2. Bernardino De Vecchi, dziekan Kamery Apostolskiej, prefekt Annonae – kardynał diakon S. Cesareo in Palatio, zm. 24 grudnia 1775

## 29 maja 1775

### Nominacjain pectore, opublikowana 11 września 1775
1. Giovanni Carlo Bandi, wuj papieża, biskup Imoli – kardynał prezbiter S. Maria del Popolo (tytuł nadany 18 grudnia 1775), zm. 23 marca 1784

## 17 lipca 1775

### Nominacjein pectore, opublikowane 13 listopada 1775
Kościoły tytularne zostały nadane 18 grudnia 1775
1. Francesco Maria Banditi CRT, arcybiskup Benewentu – kardynał prezbiter S. Crisogono, zm. 27 stycznia 1796
2. Ignazio Gaetano Boncompagni-Ludovisi, prolegat w Bolonii, referendarz Obojga Sygnatur – kardynał diakon S. Maria in Portico, następnie kardynał diakon S. Maria ad Martyres (29 stycznia 1787), kardynał diakon S. Maria in Via Lata (30 marca 1789), zm. 9 sierpnia 1790

## 13 listopada 1775
1. Juan Tomás de Boxadors y Sureda de San Martín OP, generał zakonu dominikanów – kardynał prezbiter S. Sisto (tytuł nadany 18 grudnia 1775), zm. 16 grudnia 1780

## 15 kwietnia 1776

### Nominacjein pectore, opublikowane 20 maja 1776
1. Luigi Valenti Gonzaga, tytularny arcybiskup Cezarei, nuncjusz w Hiszpanii – kardynał prezbiter S. Agnese fuori le mura (tytuł nadany 30 marca 1778), następnie kardynał prezbiter Ss. Nereo ed Achilleo (29 listopada 1790), kardynał biskup Albano (1 czerwca 1795), kardynał biskup Porto e S. Rufina (3 sierpnia 1807), zm. 29 grudnia 1808
2. Giovanni Archinto, tytularny arcybiskup Filippi, prefekt Pałacu Apostolskiego – kardynał prezbiter Ss. XII Apostoli (tytuł nadany 15 lipca 1776), następnie kardynał biskup Sabiny (1 czerwca 1795), zm. 9 lutego 1799

## 20 maja 1776
1. Guido Calcagnini, biskup Osimo e Cingoli, prefekt Domu Papieskiego – kardynał prezbiter S. Maria in Traspontina (tytuł nadany 15 lipca 1776), zm. 27 sierpnia 1807
2. Angelo Maria Durini, tytularny arcybiskup Ancyry, prezydent Awinionu – kardynał prezbiter bez tytułu, zm. 28 kwietnia 1796

## 23 czerwca 1777

### Nominacje jawne
Kościoły tytularne zostały nadane 28 lipca 1777:
1. Bernardino Honorati, tytularny arcybiskup Side, sekretarz Kongregacji ds. Biskupów i Zakonników – kardynał prezbiter Ss. Marcellino e Pietro, zm. 12 sierpnia 1807
2. Marcantonio Marcolini, tytularny arcybiskup Tessaloniki, prezydent Urbino – kardynał prezbiter S. Onofrio, zm. 18 czerwca 1782
3. Guglielmo Pallotta, skarbnik generalny Kamery Apostolskiej – kardynał prezbiter S. Eusebio, następnie kardynał prezbiter S. Maria degli Angeli (23 września 1782), zm. 21 września 1795
4. Gregorio Antonio Maria Salviati, audytor generalny Kamery Apostolskiej – kardynał diakon S. Maria della Scala, następnie kardynał diakon S. Maria in Cosmedin (27 września 1780), kardynał diakon S. Maria in Via Lata (29 listopada 1790), zm. 5 sierpnia 1794

### Nominacjein pectore, opublikowane 15 grudnia 1777
1. Andrea Gioannetti OSBCam, arcybiskup Bolonii – kardynał prezbiter S. Pudenziana (tytuł nadany 30 marca 1778), zm. 8 kwietnia 1800
2. Hyacinthe Sigismond Gerdil CRSP, tytularny arcybiskup Dibony, konsultor Świętego Oficjum – kardynał prezbiter S. Giovanni a Porta Latina (tytuł nadany 30 marca 1778), następnie kardynał prezbiter S. Cecilia (20 września 1784), zm. 12 sierpnia 1802

### Nominacjein pectore, opublikowane 11 grudnia 1780
1. Giovanni Ottavio Manciforte Sperelli, tytularny arcybiskup Teodozji, prefekt Pałacu Apostolskiego – kardynał prezbiter S. Maria in Trastevere (tytuł nadany 2 kwietnia 1781), zm. 5 czerwca 1781
2. Vincenzo Maria Altieri, prefekt Domu Papieskiego – kardynał diakon S. Giorgio in Velabro (tytuł nadany 2 kwietnia 1781), następnie kardynał diakon S. Angelo in Pescheria (23 kwietnia 1787), kardynał diakon S. Eustachio (10 marca 1788), kardynał diakon S. Maria in Via Lata (12 września 1794); zrezygnował z godności kardynalskiej 7 września 1798, zm. 10 kwietnia 1800

Papież mianował na tym konsystorzu jeszcze dwóch innych kardynałów in pectore, ale ich imion nigdy nie opublikował, wobec czego nie doszły one do skutku.

## 1 czerwca 1778
1. Francisco Javier Delgado Venegas, patriarcha Indii Zachodnich i arcybiskup Sewilli – kardynał prezbiter bez tytułu, zm. 10 grudnia 1781
2. Dominique de La Rochefoucauld, arcybiskup Rouen – kardynał prezbiter bez tytułu, zm. 23 września 1800
3. Johann Heinrich von Frankenberg, arcybiskup Mechelen – kardynał prezbiter bez tytułu, zm. 11 czerwca 1804
4. József Batthyány, arcybiskup Ostrzyhomia – kardynał prezbiter S. Bartolomeo all'Isola (tytuł nadany 19 kwietnia 1782), zm. 22 października 1799
5. Tommaso Maria Ghilini, tytularny arcybiskup Roda – kardynał prezbiter S. Callisto (tytuł nadany 20 lipca 1778), następnie kardynał prezbiter S. Maria sopra Minerva (17 lutego 1783), zm. 4 kwietnia 1787
6. Carlo Giuseppe Filippa della Martiniana, biskup St.-Jean-de-Maurienne – kardynał prezbiter S. Callisto (tytuł nadany 2 kwietnia 1800), zm. 7 grudnia 1802
7. Louis René Édouard de Rohan, tytularny biskup Canopus i koadiutor Strasburga – kardynał prezbiter bez tytułu, zm. 16 lutego 1803
8. Fernando de Sousa e Silva, dziekan i wikariusz kapitulny Lizbony – kardynał prezbiter bez tytułu, zm. 11 kwietnia 1786
9. Giovanni Cornaro, wicekamerling i gubernator Rzymu – kardynał diakon S. Cesareo in Palatio (tytuł nadany 20 lipca 1778), zm. 29 marca 1789
10. Romoaldo Guidi, preceptor generalny arcyszpitala S. Spirito in Sassia – kardynał diakon S. Giorgio in Velabro (tytuł nadany 20 lipca 1778), zm. 23 kwietnia 1780

## 12 lipca 1779

### Nominacja jawna
1. František Herczan, audytor Roty Rzymskiej – kardynał prezbiter S. Girolamo degli Schiavoni (tytuł nadany 11 grudnia 1780), następnie kardynał prezbiter Ss. Nereo ed Achilleo (23 września 1782), kardynał prezbiter S. Croce in Gerusalemme (7 kwietnia 1788), zm. 1 czerwca 1804

### Nominacjain pectore, opublikowana 22 maja 1782
1. Alessandro Mattei, arcybiskup Ferrary – kardynał -prezbiter S. Balbina (tytuł nadany 27 maja 1782), następnie kardynał prezbiter S. Maria in Aracoeli (3 kwietnia 1786), kardynał biskup Palestriny (2 kwietnia 1800), kardynał biskup Porto e S. Rufina (27 marca 1809), kardynał biskup Ostia e Velletri (26 września 1814), zm. 20 kwietnia 1820

## 11 grudnia 1780
1. Paolo Francesco Antamori, biskup elekt Orvieto – kardynał prezbiter S. Alessio (tytuł nadany 2 kwietnia 1781), zm. 4 grudnia 1795

## 16 grudnia 1782

### Nominacja jawna
1. Giuseppe Maria Capece Zurlo CRT, biskup Calvi – kardynał prezbiter S. Bernardo alle Terme (tytuł nadany 17 lutego 1783), zm. 31 grudnia 1801

### Nominacjain pectore, opublikowana 17 grudnia 1787
1. Raniero Finocchietti, audytor generalny Kamery Apostolskiej – kardynał diakon S. Angelo in Pescheria (tytuł nadany 10 marca 1788), następnie kardynał diakon S. Agata in Suburra (30 marca 1789), zm. 11 października 1793

## 20 września 1784
1. Giovanni Andrea Archetti, tytularny arcybiskup Chalcedonii – kardynał prezbiter S. Eusebio (tytuł nadany 27 czerwca 1785), następnie kardynał biskup Sabiny (2 kwietnia 1800), zm. 5 listopada 1805

Na tym konsystorzu papież mianował jednego kardynała in pectore, ale jego imienia nigdy nie opublikował, wobec czego nominacja ta ostatecznie nie doszła do skutku.

## 14 lutego 1785

### Nominacje jawne
1. Giuseppe Garampi, arcybiskup Montefiascone e Corneto, nuncjusz w Austrii – kardynał prezbiter Ss. Giovanni e Paolo (tytuł nadany 3 kwietnia 1786), zm. 4 maja 1792
2. Giuseppe Maria Doria Pamphili, tytularny arcybiskup Seleucji, nuncjusz we Francji – kardynał prezbiter S. Pietro in Vincoli (tytuł nadany 11 kwietnia 1785), następnie kardynał prezbiter S. Cecilia (20 września 1802), kardynał biskup Frascati (26 września 1803), kardynał biskup Porto e S. Rufina (26 września 1814), zm. 10 lutego 1816
3. Vincenzo Ranuzzi, arcybiskup Ankony, nuncjusz w Portugalii – kardynał prezbiter S. Maria sopra Minerva (tytuł nadany 28 września 1787), zm. 27 października 1800
4. Nicola Colonna di Stigliano, tytularny arcybiskup Sebaste, nuncjusz w Hiszpanii – kardynał prezbiter S. Stefano al Monte Celio (tytuł nadany 24 lipca 1786), zm. 30 marca 1796
5. Barnaba Chiaramonti OSB, biskup Imoli – kardynał prezbiter S. Callisto (tytuł nadany 27 lipca 1785); od 14 marca 1800 papież Pius VII, zm. 20 sierpnia 1823
6. Muzio Gallo, biskup elekt Viterbo, sekretarz Świętej Konsulty – kardynał prezbiter S. Anastasia (tytuł nadany 11 kwietnia 1785), zm. 13 grudnia 1801
7. Giovanni De Gregorio, audytor generalny Kamery Apostolskiej – kardynał prezbiter SS. Trinita al Monte Pincio (tytuł nadany 11 kwietnia 1785), zm. 11 lipca 1791
8. Giovanni Maria Riminaldi, dziekan Roty Rzymskiej, prezydent uniwersytetu w Ferrarze – kardynał prezbiter S. Maria del Popolo (tytuł nadany 11 kwietnia 1785), następnie kardynał prezbiter S. Silvestro in Capite (29 stycznia 1787), zm. 12 października 1789
9. Paolo Massei, dziekan Kamery Apostolskiej – kardynał prezbiter S. Agostino (tytuł nadany 11 kwietnia 1785), zm. 9 czerwca 1785
10. Francesco Carrara, sekretarz Kongregacji Soboru Trydenckiego – kardynał prezbiter S. Girolamo degli Schiavoni (tytuł nadany 11 kwietnia 1785), następnie kardynał prezbiter S. Silvestro in Capite (11 kwietnia 1791), zm. 26 marca 1793
11. Fernando Spinelli, wicekamerling i gubernator Rzymu – kardynał diakon S. Maria in Aquiro (tytuł nadany 11 kwietnia 1785), następnie kardynał diakon S. Angelo in Pescheria (3 sierpnia 1789), kardynał diakon S. Maria in Cosmedin (29 listopada 1790), zm. 18 grudnia 1795
12. Antonio Maria Doria Pamphili, prefekt Domu Papieskiego, protonotariusz apostolski – kardynał diakon Ss. Cosma e Damiano (tytuł nadany 11 kwietnia 1785), następnie kardynał diakon S. Maria ad Martyres (30 marca 1789), kardynał diakon S. Maria in Via Lata (2 kwietnia 1800), zm. 31 stycznia 1821
13. Carlo Livizzani, prezydent Urbino – kardynał diakon S. Adriano (tytuł nadany 11 kwietnia 1785), następnie kardynał prezbiter S. Silvestro in Capite (21 lutego 1794), zm. 1 lipca 1802

### Nominacjain pectore, opublikowana 21 lutego 1794
1. Carlo Bellisomi, tytularny arcybiskup Tiany – kardynał prezbiter S. Maria della Pace (tytuł nadany 18 grudnia 1795), następnie kardynał prezbiter S. Prassede (18 września 1807), zm. 9 sierpnia 1808

## 18 grudnia 1786
1. Romoaldo Braschi-Onesti, siostrzeniec papieża, wielki przeor zakonu joannitów w Rzymie, prefekt Pałacu Apostolskiego, protonotariusz apostolski – kardynał diakon S. Nicola in Carcere (tytuł nadany 29 stycznia 1787), następnie kardynał diakon S. Maria ad Martyres (2 kwietnia 1800), zm. 30 kwietnia 1817

## 29 stycznia 1787
1. Filippo Carandini, sekretarz Kongregacji Soboru Trydenckiego – kardynał diakon S. Maria in Portico (tytuł nadany 23 kwietnia 1787), następnie kardynał diakon S. Eustachio (12 września 1794), zm. 28 sierpnia 1810

## 7 kwietnia 1788
1. José Francisco Miguel António de Mendonça, patriarcha Lizbony – kardynał prezbiter bez tytułu, zm. 11 lutego 1808

## 15 grudnia 1788
1. Étienne Charles de Loménie de Brienne, arcybiskup Sens – kardynał prezbiter bez tytułu; pozbawiony godności kardynalskiej 26 września 1791, zm. 19 lutego 1794

## 30 marca 1789
1. Antonio Sentmanat y Castellá, patriarcha Indii Zachodnich – kardynał prezbiter bez tytułu, zm. 14 kwietnia 1806
2. Francisco Antonio de Lorenzana, arcybiskup Toledo – kardynał prezbiter Ss. XII Apostoli (tytuł nadany 24 lipca 1797), zm. 17 kwietnia 1804
3. Ignazio Busca, tytularny arcybiskup Emesy, wicekamerling i gubernator Rzymu – kardynał prezbiter S. Maria della Pace (tytuł nadany 3 sierpnia 1789), następnie kardynał prezbiter S. Maria degli Angeli (18 grudnia 1795), zm. 12 sierpnia 1803
4. Vittorio Maria Baldassare Gaetano Costa d’Arignano, arcybiskup Turynu – kardynał prezbiter bez tytułu, zm. 16 maja 1796
5. Louis-Joseph de Montmorency-Laval, biskup Metz – kardynał prezbiter bez tytułu, zm. 17 czerwca 1808
6. Joseph Franz Anton von Auersperg, biskup Passawy – kardynał prezbiter bez tytułu, zm. 21 sierpnia 1795
7. Stefano Borgia, sekretarz Kongregacji Propaganda Fide, protonotariusz apostolski – kardynał prezbiter S. Clemente (tytuł nadany 3 sierpnia 1789), zm. 23 listopada 1804
8. Tommaso Antici – kardynał prezbiter S. Maria in Traspontina (tytuł nadany 3 sierpnia 1789), zrezygnował z godności kardynalskiej 7 września 1798, zm. 4 stycznia 1812
9. Filippo Campanelli, protonotariusz apostolski, audytor Jego Świątobliwości – kardynał diakon S. Maria della Scala (tytuł nadany 3 sierpnia 1789), następnie kardynał diakon S. Angelo in Pescheria (29 listopada 1790), kardynał diakon S. Cesareo in Palatio (26 września 1791), zm. 18 lutego 1795

## 3 sierpnia 1789
1. Ludovico Flangini Giovanelli, audytor Roty Rzymskiej – kardynał diakon Ss. Cosma e Damiano (tytuł nadany 14 grudnia 1789), następnie kardynał diakon S. Agata in Suburra (21 lutego 1794), kardynał prezbiter S. Marco (2 kwietnia 1800), kardynał prezbiter S. Anastasia (24 maja 1802), zm. 29 lutego 1804

## 26 września 1791

### Nominacjain pectore, opublikowana 21 lutego 1794
1. Fabrizio Dionigi Ruffo, skarbnik generalny Kamery Apostolskiej – kardynał diakon S. Angelo in Pescheria (tytuł nadany 12 września 1794), następnie kardynał diakon S. Maria in Cosmedin (11 sierpnia 1800), kardynał diakon S. Maria in Via Lata (27 czerwca 1821), zm. 13 grudnia 1827

## 18 czerwca 1792
1. Giovanni Battista Caprara, tytularny arcybiskup Ikonium, nuncjusz w Austrii – kardynał prezbiter S. Onofrio (tytuł nadany 21 lutego 1794), zm. 21 czerwca 1810

## 21 lutego 1794
1. Antonio Dugnani, tytularny arcybiskup Rodi – kardynał prezbiter S. Giovanni a Porta Latina (tytuł nadany 12 września 1794), następnie kardynał prezbiter S. Prassede (23 grudnia 1801), kardynał biskup Albano (3 sierpnia 1807), kardynał biskup Porto e S. Rufina (8 marca 1816), zm. 17 października 1818
2. Ippolito Antonio Vincenti Mareri, tytularny arcybiskup Koryntu – kardynał prezbiter Ss. Nereo ed Achilleo (tytuł nadany 1 czerwca 1795), następnie kardynał biskup Sabiny (3 sierpnia 1807), zm. 21 marca 1811
3. Jean-Siffrein Maury, arcybiskup Montefiascone e Corneto – kardynał prezbiter SS. Trinita al Monte Pincio (tytuł nadany 12 września 1794), zm. 10 maja 1817
4. Giovanni Battista Bussi de Pretis, biskup elekt Jesi, dziekan Kamery Apostolskiej – kardynał prezbiter S. Lorenzo in Panisperna (tytuł nadany 12 września 1794), zm. 27 czerwca 1800
5. Francesco Maria Pignatelli, protonotariusz apostolski, prefekt Domu Papieskiego – kardynał prezbiter S. Maria del Popolo (tytuł nadany 12 września 1794), następnie kardynał prezbiter S. Maria in Trastevere (2 kwietnia 1800), zm. 14 sierpnia 1815
6. Aurelio Roverella, protonotariusz apostolski – kardynał prezbiter Ss. Giovanni e Paolo (tytuł nadany 12 września 1794), następnie kardynał biskup Palestriny (27 marca 1809), zm. 6 września 1812
7. Giovanni Rinuccini, wicekamerling i gubernator Rzymu – kardynał diakon S. Giorgio in Velabro (tytuł nadany 12 września 1794), zm. 28 grudnia 1801
8. Filippo Lancellotti, protonotariusz apostolski, prefekt Pałacu Apostolskiego – kardynał diakon bez tytułu, zm. 13 lipca 1794

## 1 czerwca 1795
1. Giulio Maria della Somaglia, tytularny patriarcha Antiochii, sekretarz Kongregacji ds. Biskupów i Zakonników – kardynał prezbiter S. Sabina (tytuł nadany 22 września 1795), następnie kardynał prezbiter S. Maria sopra Minerva (20 lipca 1801), kardynał biskup Frascati (26 września 1814), kardynał biskup Porto e S. Rufina (21 grudnia 1818), kardynał biskup Ostia e Velletri (29 maja 1820), zm. 2 kwietnia 1830